# Маджора
Маджора (італ. Maggiora, п'єм. Magiora) — муніципалітет в Італії, у регіоні П'ємонт, провінція Новара.
Маджора розташована на відстані близько 540 км на північний захід від Рима, 90 км на північний схід від Турина, 30 км на північний захід від Новари.
Населення — 1714 осіб (2014).
Щорічний фестиваль відбувається 18 серпня. Покровитель — Sant'Agapito.

## Демографія
Населення за роками:

Станом на 1 січня 2023 року в муніципалітеті офіційно проживало 78 іноземців з 23 країн, серед них 26 громадян країн Євросоюзу та 10 громадян України.

## Уродженці
- Джустініано Марукко (*1899 — †1942) — відомий у минулому італійський футболіст, нападник.

## Сусідні муніципалітети
- Бока
- Боргоманеро
- Куреджо
- Гаргалло
- Вальдуджа